# 12205 Basharp
12205 Basharp eller 1981 EZ26 är en asteroid i huvudbältet som upptäcktes den 2 mars 1981 av den amerikanska astronomen Schelte J. Bus vid Siding Spring-observatoriet. Den är uppkallad efter Bret Alan Sharp.